# Tunele: Otchłań
Tunele: Otchłań (ang. Freefall) – powieść fantasy, napisana wspólnie przez brytyjskich autorów Rodericka Gordona i Briana Williamsa, trzeci tom opowiadający przygody Willa Burrowsa i Chestera Rawlsa. W Polsce została wydana 12 listopada 2009 r. nakładem wydawnictwa Wilga.
Przyjaciele szukają ojca Willa w głęboko położonym podziemnym świecie, gdzie prawie nie ma grawitacji, dostają się tam za pomocą otworu nazwanego otchłanią.
Kontynuacją książki jest czwarta część zatytułowana Tunele: Bliżej.